# ReWire
ReWire는 소프트웨어 프로토콜로 Propellerhead 사와 Steinberg 사가 공동 제작한 통신 프로토콜이다. 이것은 디지털 오디오 편집 프로그램이나 관련된 프로그램들 간의 원격 제어와 데이터 전송을 가능하게 한다. 본래 리버스(ReBirth) 소프트웨어 신시사이저에서 1998년에 출시되었는데, 그 후 산업 표준으로 자리잡게 되었다.
현재 맥 OS와 마이크로소프트 윈도우의 오디오 프로그램들에 쓰이며, ReWire는 동시에 256개 이상의 독립된 해상도를 가진 오디오 트랙과 4080개의 미디 데이터 채널을 전송할 수 있다. 이것을 통해 예를 들면 신시사이저 소프트웨어에서 나온 출력물이 임시 파일이나 아날로그 전송기를 거치지 않고 바로 선형 편집기로 보낼 수 있다. 또한 원격으로 레코딩을 시작하거나 멈추는 것 같은 동작을 제어할 수 있다. 이 프로토콜의 라이센스는 소프트웨어 저작자에게 있지만 무료로 사용할 수 있다.

## 같이 보기
- JACK — 같은 목적을 지닌, 리눅스와 OS X을 위한 오픈 소스 API. 최근[언제?]에 윈도 버전이 출시되었다.
- Soundflower — 같은 목적을 가진 또다른 OS X 옵션.